# El Busto
El Busto es una villa y municipio español de la Comunidad Foral de Navarra, situado en la merindad de Estella, en la comarca de Estella Occidental y a 67 km de la capital de la comunidad, Pamplona. Su población en 2024 fue de 54 habitantes (INE).

## Símbolos
El escudo de armas de la villa de El Busto tiene el siguiente blasón:

Trae de azur y un manojo de espigas de oro. Por timbre un yelmo empenachado.

## Geografía
La localidad de El Busto se encuentra situada en la parte occidental de la Comunidad Foral de Navarra dentro de Tierra Estella. Su término municipal tiene una superficie de 7,351 km² y limita por el norte y oeste con Sansol, por el este con Los Arcos y por el sur con Lazagurría.

### Relieve e hidrografía
Dentro del término municipal de El Busto se distinguen 2 zonas desde un punto de vista geomorfológico. La primera que corresponde al norte del municipio es llana y en ella las cotas de altitud oscilan entre 430 y 460 m s. n. m. y la otra zona que corresponde al sur tiene las cotas de altitud más altas que la primera y es más accidentada. Esta segunda zona constituye la vertiente noreste de Socuenca (571 m s. n. m.). La primera zona forma parte del extremo occidental del sinclinal de Miranda de Arga y está formada por arcillas con niveles de caliza del Mioceno (Facies de Tudela), y la segunda, del flanco norte del anticlinal de Falces, también en su extremidad occidental, y se halla formada por los yesos y arcillas de la Formación de Lerín (Oligoceno-Mioceno). El terreno presenta múltiples abarrancamientos que desembocan en el río Odrón, afluente del Linares y a su vez del río Ebro.

### Clima
El clima es fundamentalmente de tipo mediterráneo continental. Las temperaturas medias anuales oscilan entre los 11 °C y los 13 °C de y el índice de precipitación anual esta en torno a los 500 y 600 mm. Al año se producen entre 60 y 80 días lluviosos y la evapotranspiración potencial está en torno a los 700 y 725 mm.

### Flora y Fauna
La cubierta vegetal originaria, que estaría formada sobre todo por encinares prácticamente ha desaparecido y la única vegetación arbórea salvaje, está formada por chopos y pinos de repoblación (Pinus halepensis, pino carrasco).

## Demografía
El Busto cuenta con una población de 54 habitantes (INE 2024).
| Gráfica de evolución demográfica de El Busto entre 1842 y 2021                                                      |
| |
| Población de derecho según los censos de población del INE Población de hecho según los censos de población del INE |

## Economía
El concepto de deuda viva contempla sólo las deudas con cajas y bancos relativas a créditos financieros, valores de renta fija y préstamos o créditos transferidos a terceros, excluyéndose, por tanto, la deuda comercial.
| Gráfica de evolución de la deuda viva del ayuntamiento entre 2008 y 2014                             |
| |
| Deuda viva del ayuntamiento en miles de Euros según datos del Ministerio de Hacienda y Ad. Públicas. |

La deuda viva municipal por habitante en 2014 ascendía a 414,29 €.

## Administración y política
| Periodo   | Nombre                   | Partido       |
| --------- | ------------------------ | ------------- |
| 2011-2015 | Jesús María Ripa Asensio | Independiente |